# Wanggao
Wanggao (kinesiska: 王高镇, 王高) är en köping i Kina. Den ligger i provinsen Shandong, i den östra delen av landet, omkring 160 kilometer öster om provinshuvudstaden Jinan.
Genomsnittlig årsnederbörd är 733 millimeter. Den regnigaste månaden är juli, med i genomsnitt 262 mm nederbörd, och den torraste är januari, med 9 mm nederbörd.